# Nesisti I
Nesisti, chiamato anche Nesisti-Pedubast o Esisut-Pedubast, (in egizio: ns-iswt, o ns-kdty; 310 a.C. ca. – 250 a.C. ca.), noto nella storiografia moderna anche come Nesisti I, è stato un nobile e sacerdote egizio, gran sacerdote di Ptah a Menfi sotto Tolomeo II.

## Biografia
Nesisti nacque intorno al 310 a.C. da Anemhor I, profeta di Ptah, e Renpet-nofret. Alla morte del padre ne assunse il titolo e dal 23º anno di regno di Tolomeo II (263/262 a.C.) gli vennero concessi dal re altri titolo, tra cui quello di Gran sacerdote di Ptah e profeta di Filotera e Arsinoe Filadelfo, le sorelle decedute del re. Morì intorno al 250 a.C. Gli succedette il figlio Pedubast I.

### Discendenti
Nesisti si sposò almeno due volte:
- con Renpet-nofret, dalla quale ebbe Khonsiu;[2]
- con Nefersobek, dalla quale nacquero Amenhor II e forse Neferibre.[2]

Ebbe inoltre almeno altri due figli, Pedubast I e Nefertiti, da donne sconosciute.

### Esplicative
1. ↑  La data di morte è incerta, ma è sicuramente precedente al 19 marzo 248 a.C., quando viene ricordato deceduto dalla stele BM 375 (tyndalehouse.com).

### Riferimenti
1. ↑  Reymond 1981, p. 60; tyndalehouse.com.
2. 1 2 3 4 5  tyndalehouse.com.